# Marcelo Arrué
Pour les articles homonymes, voir Arrue.
Christian Marcelo Arrué, né le 8 janvier 1969 à Santiago, est un coureur cycliste chilien, naturalisé américain. Arrué remporte, notamment, plusieurs titres lors de championnats panaméricains et la médaille d'or en vitesse par équipes lors des Jeux panaméricains de 1999. Il représente les États-Unis aux Jeux olympiques de Sydney.

## Repères biographiques
Comme beaucoup d'enfant, Marcelo a appris à faire du vélo avec son père, mais peu l'ont fait avec un champion national du sprint (champion du Chili de vitesse individuelle de 1962 à 1971). Marcelo quitte sa ville natale de Santiago lorsqu'il a deux ans pour la Californie et la vallée de San Fernando. Pourtant, enfant, "Chelly", comme il est surnommé dans sa famille, préférait le football au cyclisme, jusqu'à ce que son père l'encourage à choisir le vélo. Mais au début, Marcelo manquait d'enthousiasme. C'est à quatorze ans qu'il remporte son premier titre national sur piste. Diplômé en 1987 à Grant High (en), Marcelo commence sa carrière internationale sous les couleurs chiliennes. Ainsi lors des championnats panaméricains de 1990 à Duitama, où Arrué remporte le titre en vitesse individuelle, les reporters colombiens sont surpris de voir un "Chilien" avoir des difficultés à s'exprimer en Espagnol. Avec la sélection chilienne, il remporte également l'or du keirin et de la vitesse individuelle lors des championnats panaméricains de 1994 et l'argent en vitesse un an plus tard aux Jeux panaméricains. Avant de changer de nationalité sportive en 1996 et de représenter son pays de résidence lorsque le Chili décide d'interrompre son programme en faveur des binationaux. Arrué ne regrette pas d'avoir fait ce changement car la concurrence étant plus rude, elle oblige à se surpasser. Avec les États-Unis, il glane la médaille d'or de la vitesse par équipes aux Jeux panaméricains de 1999 ainsi que l'argent en vitesse individuelle derrière son coéquipier Marty Nothstein. Il gagne sa place pour les Jeux olympiques de Sydney en remportant notamment la vitesse par équipes des Trials (en) de Frisco (Texas), réalisant le rêve de son père Willie qui ne put l'accomplir en raison de blessures. À cette époque, il vivait à Woodland Hills, un quartier de Los Angeles, situé dans la vallée de San Fernando.

## Palmarès

### Jeux olympiques
- Sydney 2000
  - 11e de la vitesse individuelle[3] (éliminé en repêchage des huitièmes de finale[4]).
  - 12e de la vitesse par équipes[5] (avec John Bairos et Jonas Carney) (éliminé lors des qualifications[6]).
  - Éliminé au repêchage du premier tour du keirin[7].

### Coupe du monde
- 1999
  - 3e du keirin à Cali
  - 3e de la vitesse à Cali

### Jeux panaméricains
- Mar del Plata 1995
  -  Médaillé d'argent de la vitesse individuelle.

- Winnipeg 1999
  -  Médaillé d'or de la vitesse par équipes (avec John Bairos et Marty Nothstein).
  -  Médaillé d'argent de la vitesse individuelle.

### Championnats panaméricains
- Duitama 1990
  -  Médaillé d'or de la vitesse individuelle.
- Curicó 1994
  -  Médaillé d'or du keirin.
  -  Médaillé d'or de la vitesse individuelle.